# カジミェシュ・ドンブロフスキ
カジミェシュ・ドンブロフスキ（波: Kazimierz Dąbrowski、1902年9月1日 - 1980年12月26日）はポーランドの心理学者、精神科医、詩人である。「積極的分離理論」を提唱。
英語とポーランド語の著書が多くあるが、現在日本語訳されたものはない。